# Буси Офичине (Пескара)
Буси Офичине (итал. Bussi Officine) је насеље у Италији у округу Пескара, региону Абруцо.
Према процени из 2011. у насељу је живело 202 становника. Насеље се налази на надморској висини од 245 м.